# Sacras

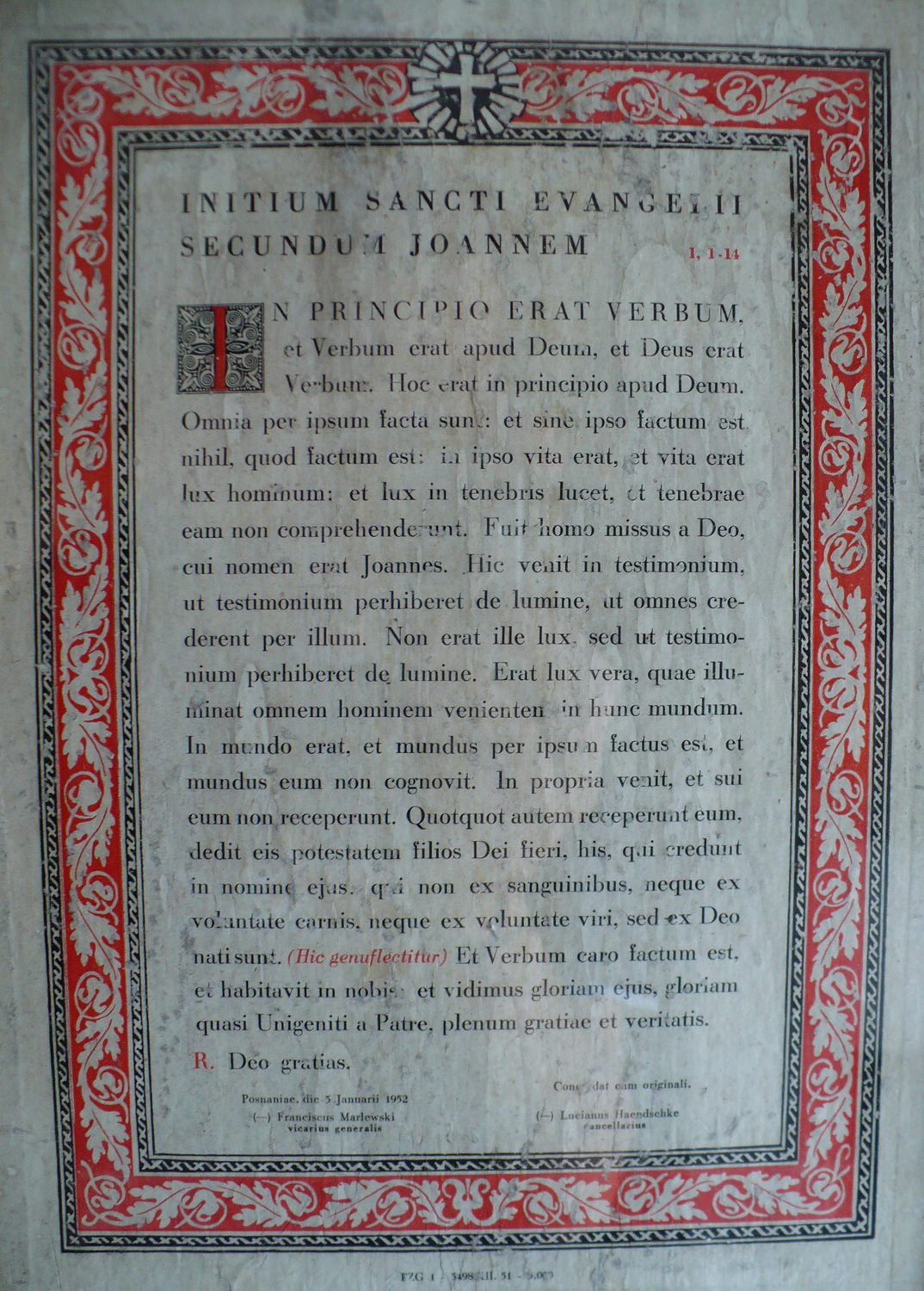
Sacra del inicio del Evangelio de San Juan.

Se llaman sacras o tablillas a cada una de las tres tablillas que de rúbrica deben ponerse en el altar para que el sacerdote pueda leer cómodamente algunas oraciones y otras partes de la misa integrantes, sin recurrir al Misal. Se colocan en medio y a los lados del altar (mirando hacia oriente en el lado derecho o de la epístola y el izquierdo, el lado del evangelio). Contienen ciertas oraciones comunes de la Misa para ayudar a la memoria del celebrante, agilizando la misa tridentina.
En la tablilla o sacra que debe existir al pie de la Cruz en el centro del altar, se tienen impresas las oraciones secretas para la mayor comodidad del celebrante. Para lo mismo se hallará en el lado de la Epístola, la que contiene el Lavabo y en el otro lado opuesto la correspondiente con el Evangelio de San Juan: In principio erat Verbum, etc.

## Contenido
En la Sacra de la derecha o del lado de la epístola reza lo siguiente:

Lavabo inter innocentes manus meas.
 et circumdabo altare tuum, Domine.
 Ut audiam vocem laudis
 et enarrem universa mirabila tua.
 Domine, dilexi decorem domus tuae:
 et locum habitationis gloriae tuae.
 Ne perdas cum impiis, Deus animam meam:
 et cum viris sanguinum vitam meam:
 In quorum manibus iniquitates sunt:
 dextera eorum repleta est muneribus.
 Ego autem in innocentia mea ingressus sum:
 redime me, et miserere mei.
 Pes meus stetit in directo:
 in ecclesiis benedicam te, Domine.
 Gloria Patri et Filio et Spiritui Sancto
 sicut erat in principio et nunc et semper
 et in saecula saeculorum. Amen

Y la del lado izquierdo, en la parte del evangelio, contiene los primeros 14 versículos del Evangelio según San Juan que están circunscritos a lo que comúnmente se conoce como el Prólogo:
In principio erat Verbum, et Verbum era apud Deum, et Deus erat Verbum. Hoc erat in pricipio apud Deum. Omnia per ipsum facta sunt: et sine ipso factum est nihil, quod factum est: in ipso vita erat, et vita erat lux hominum: et lux in tenebris lucet, et tenebræ eam non comprehenderunt. Fuit homo missus a Deo, cui nomen erat Joannes. Hic venit in testimonium, ut testimonium perhiberet de lumine, ut omnes crederent per illum. Non erat ille lux, sed ut testimonium perhiberet de lumine. Erat lux vera, quæ illuminat omnem hominem venientem in hunc mundum. In mundo erat, et mundus per ipsum factum est, et mundus eum non cognovit. In propria venit, et sui eum non receperunt. Quotquot autem receperunt eum, dedit eis potestatem filios Dei fieri, is qui credunt in nomine ejus: qui non ex sanguinibus, neque ex voluntate carnis, neque ex voluntate viri, sed ex Deo nati sunt. (aquí dobla la rodilla) Et Verbum caro factum est, et habitativit in nobis: et vidimus gloriam ejus, gloriam quasi Unigeniti a Patre, plenum gratiæ et veritatis. 
Sólo está mandada la del medio del altar y deben quitarse durante la exposición del Santísimo y terminada la Misa.